# イオンタウン豊橋橋良
イオンタウン豊橋橋良（イオンタウンとよはしはしら）は、愛知県豊橋市橋良町に位置するショッピングセンターである。
周辺は市内有数の文教地区で、従来からの住宅地と共に近年開発が進んだマンションが立地するなど人口密集地になっている。

## 沿革
- 2004年7月17日 「マックスバリュ豊橋橋良店」としてグランドオープン[要出典]
- 2009年9月27日 「マックスバリュ豊橋橋良店」の運営がイオンリテールからマックスバリュ東海へ譲渡されたのを機にリニューアルオープン[要出典]
- 2011年11月21日 ショッピングセンターの名称を「イオンタウン豊橋橋良」に変更[要出典]

## アクセス
- 鉄道
  - 豊橋鉄道渥美線 愛知大学前駅下車。徒歩10分。